# Pulse (aplicación)

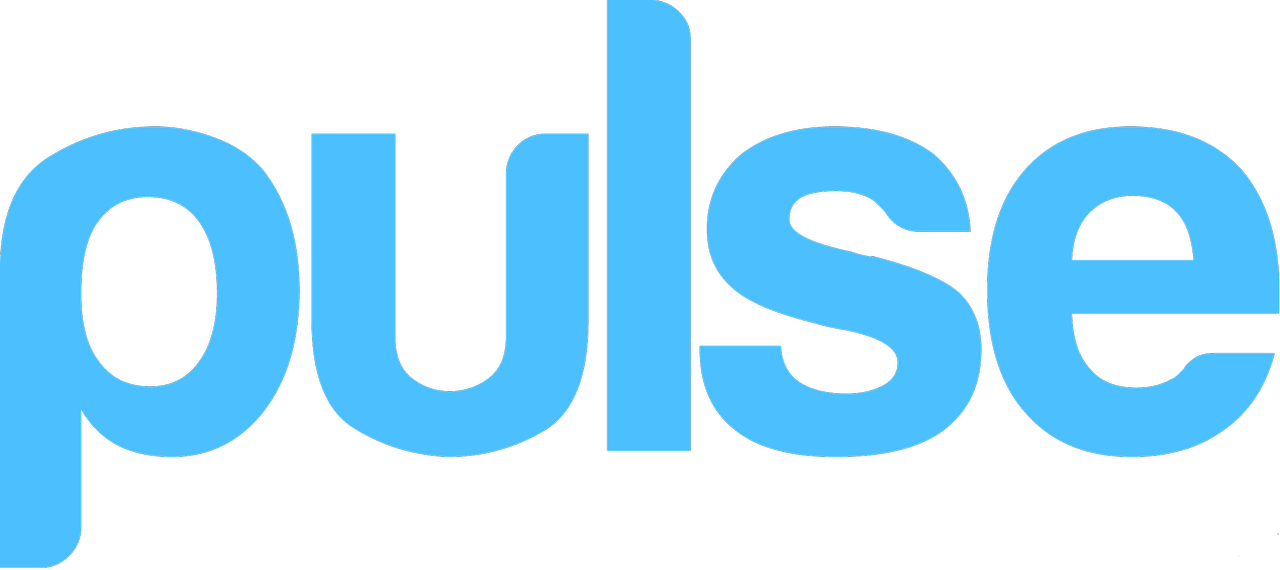
Pulse

Pulse es una aplicación para Android, iOS y navegadores con HTML5 lanzada en 2010 y que muestra múltiples fuentes web en una página usando una interfaz a modo de mosaico de información.  

## Historia
Pulse se lanzó originalmente para iPad en mayo de 2010. Fue creada por Ankit Gupta y Akshay Kothari, dos estudiantes de la Universidad de Stanford.
En junio de 2010 la aplicación se borró temporalmente de la App Store de iOS, horas después de que Steve Jobs la mencionara en el Worldwide Developers Conference de Apple de ese año, debido a una queja del New York Times sobre el uso de su feed (aunque ya había otras aplicaciones que lo usaban en la App Store). La aplicación se volvió a aprobar ese mismo día tras borrar el feed de este periódico
El 15 de noviembre la aplicación comenzó a ser gratuita tanto en iOS como en Android y en 2011 la revista TIME la seleccionó como una de las 50 mejores aplicaciones de ese año"50 Best iPhone Apps 2011" Archivado el 27 de agosto de 2013 en Wayback Machine.
El 11 de abril de 2013 LinkedIn anunció la compra de la aplicación a Alphonso Labs por la cantidad de 90 millones de dólares.
En noviembre de ese mismo año la versión 4.0 de Pulse se integró dentro de LinkedIn, lo cual provocó muchas críticas negativas.